# زیاد اشوراکیچ
زیاد اشوراکیچ (انگلیسی: Zijad Švrakić؛ زادهٔ ۲۱ سپتامبر ۱۹۶۰) بازیکن سابق یوگسلاو و مربی فوتبال اهل بوسنی و هرزگوین است.
از باشگاه‌هایی که در آن بازی کرده‌است می‌توان به باشگاه فوتبال آنکاراگوچو، باشگاه فوتبال گالاتاسرای، باشگاه ورزشی آدانا دمیرسپور، و باشگاه فوتبال سارایوو اشاره کرد.